# Ulises Antonio Gutiérrez Reyes
Ulises Antonio Gutiérrez Reyes (Pedregal, 29 aprile 1951) è un arcivescovo cattolico venezuelano, dal 27 agosto 2011 arcivescovo metropolita di Ciudad Bolívar e dal 7 gennaio 2022 secondo vicepresidente della Conferenza episcopale venezuelana.

## Biografia

### Formazione e ministero sacerdotale
Dopo aver compiuto gli studi filosofici nel monastero di Santa María de El Puig a Valencia in Spagna e quelli teologici nel seminario Santa Rosa de Lima di Caracas è stato ordinato sacerdote il 27 dicembre 1977.
Successivamente ha ricoperto il ruolo di provinciale del suo Ordine dal 1994 al 2000 e rettore fondatore del seminario mercedario a Palmira nella diocesi di San Cristóbal de Venezuela.

### Ministero episcopale
Il 5 dicembre 2003 papa Giovanni Paolo II lo ha nominato vescovo di Carora.
Ha ricevuto l'ordinazione episcopale il 27 febbraio 2004 dall'arcivescovo di Coro Roberto Lückert León, co-consacranti il vescovo di San Cristóbal de Venezuela Mario del Valle Moronta Rodríguez e il vescovo emerito di Carora Eduardo Herrera Riera.
Il 27 agosto 2011 papa Benedetto XVI lo ha promosso arcivescovo metropolita di Ciudad Bolívar; è succeduto a Medardo Luis Luzardo Romero, dimessosi per raggiunti limiti d'età. Ha ricevuto il pallio il 30 giugno 2012 dal Santo Padre in piazza san Pietro a Roma.
Il 4 giugno 2009 e l'11 settembre 2018 ha compiuto la visita ad limina.
Nel 2019 ha partecipato all'assemblea speciale per la Regione Panamazzonica dal tema: "Amazzonia: nuovi cammini per la Chiesa e per un'ecologia integrale", svoltasi dal 6 al 27 ottobre.
Il 7 gennaio 2022 è stato nominato secondo vicepresidente della Conferenza episcopale venezuelana.

## Genealogia episcopale
La genealogia episcopale è:
- Cardinale Scipione Rebiba
- Cardinale Giulio Antonio Santori
- Cardinale Girolamo Bernerio, O.P.
- Arcivescovo Galeazzo Sanvitale
- Cardinale Ludovico Ludovisi
- Cardinale Luigi Caetani
- Cardinale Ulderico Carpegna
- Cardinale Paluzzo Paluzzi Altieri degli Albertoni
- Papa Benedetto XIII
- Papa Benedetto XIV
- Papa Clemente XIII
- Cardinale Marcantonio Colonna
- Cardinale Giacinto Sigismondo Gerdil, B.
- Cardinale Giulio Maria della Somaglia
- Cardinale Carlo Odescalchi, S.I.
- Cardinale Costantino Patrizi Naro
- Cardinale Lucido Maria Parocchi
- Papa Pio X
- Papa Benedetto XV
- Papa Pio XII
- Cardinale Eugène Tisserant
- Arcivescovo Raffaele Forni
- Arcivescovo Domingo Roa Pérez
- Arcivescovo Roberto Lückert León
- Arcivescovo Ulises Antonio Gutiérrez Reyes, O. de M.